# William Gazecki

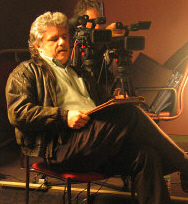
William Gazecki (2008)

William Joyse „Bill“ Gazecki Jr. (* 14. Januar 1956 in Tacoma) ist ein US-amerikanischer Tontechniker sowie Filmregisseur und Filmproduzent, der Dokumentarfilme dreht.

## Leben
William Gazecki ist ein Sohn von William Joyse Gazecki and Carol (Huntington) Menzoian. Mit 16 Jahren begann er in der Unterhaltungsbranche zu arbeiten, zunächst als Tontechniker im Bereich Musikproduktion. Von 1978 bis 1980 war er Sound Mixer bei Electra/Asylum Records in Los Angeles.
1979 hatte Gazecki seinen ersten Kontakt zur Filmindustrie, als er an Mark Rydells Rockstar-Drama The Rose mitwirkte. Dabei übernahm er unter der Leitung des Musikproduzenten Paul A. Rothchild die Position eines Assistant Music Supervisor und war auch als Co-Produzent am Soundtrack beteiligt. Von 1981 bis 1991 war Gazecki als Re-recording Mixer (Tontechniker in der Postproduktion) für verschiedene Unternehmen tätig, wie Todd-AO/Glen Glenn Sound in Los Angeles (ab 1985), die Goldwyn Studios und 20th Century-Fox. Für die Folge Time Heals der NBC-Serie Chefarzt Dr. Westphall  wurde er 1986 mit einem Emmy in der Kategorie „Outstanding Sound Mixing for a Drama Series“ ausgezeichnet. Drei weitere Emmy-Nominierungen brachte ihm die Mitarbeit als Sound Mixer bei der Serie Polizeirevier Hill Street (1986, 1987) und dem Fernsehfilm Langer Abschied (1988) ein.
1991 begann Gazecki Non-Fiction-Videos zu drehen. Sein erster abendfüllender Dokumentarfilm Waco: The Rules of Engagement thematisiert die mit zahlreichen Todesopfern verbundene Belagerung einer Siedlung der Sekte Branch Davidians 1993 in der Nähe von Waco durch die amerikanischen Bundesbehörden. Der Film, welcher kritisch das Vorgehen des FBI beleuchtet, entstand innerhalb von zwei Jahren und feierte seine Premiere 1997 auf dem Sundance Film Festival. Er wurde 1998 für einen Oscar in der Kategorie Bester Dokumentarfilm nominiert.
2000 erschien Gazeckis zweiter Dokumentarfilm Reckless Indifference, der den Gerichtsprozess über den Mord an dem Sohn eines Polizisten des Los Angeles Police Department behandelt, für den vier Teenager verurteilt wurden, obwohl nur einer die Waffe geführt hatte. Dafür gewannen Gazecki und Co-Produzent Dale Rosenbloom 2000 einen Golden Satellite Award in der Kategorie Bester Dokumentarfilm. Weitere Dokumentarfilme von Gazecki folgten, darunter ein Porträt der Entertainerin Sophie Tucker (2014). Neben der Regie und Produktion übernahm er dabei mitunter auch andere Aufgaben wie Filmeditor und Kameramann.

## Filmografie (Auswahl)
Sound
- 1979: The Rose
- 1984: Runaway – Spinnen des Todes (Runaway)
- 1985: Im Todestal der Wölfe (The Hills Have Eyes Part 2)
- 1986: Polizeirevier Hill Street (Hill Street Blues, Fernsehserie)
- 1986: Chefarzt Dr. Westphall (St. Elsewhere, Fernsehserie)
- 1987: Langer Abschied (Foxfire Hallmark Hall of Fame, Fernsehfilm)
- 1987: Im Zentrum der Hölle (In Self Defense, Fernsehfilm)
- 1987–1988: Das Model und der Schnüffler (Moonlighting, Fernsehserie)
- 1988: Der Prinz aus Zamunda (Coming to America)
- 1988: John Huston – Filmregisseur und Lebenskünstler (John Huston: The Man, the Movies, the Maverick, Dokumentarfilm)
- 1988: Claras Geheimnis (Clara’s Heart)
- 1989: In der Hitze der Nacht (In the Heat of the Night, Fernsehserie)
- 1989: Firebird (Deadly Addiction)
- 1990: Ketten aus Gold (Chains of Gold)
- 1991: Eine Falle für den Killer (This Gun for Hire, Fernsehfilm)
- 1994: Shrunken Heads
- 1994: Palm Beach-Duo (Fernsehserie)
- 1994–1995: Renegade – Gnadenlose Jagd (Renegade, Fernsehserie)
- 1993: Dino Kids

Regie / Produktion
- 1997: Waco: The Rules of Engagement (Dokumentarfilm)
- 2000: Reckless Indifference (Dokumentarfilm)
- 2002: Crop Circles: Quest for Truth (Dokumentarfilm)
- 2004: Invisible Ballots (Video-Dokumentarfilm)
- 2006: Future by Design (Dokumentarfilm)
- 2009: Show Me the Way (Dokumentarfilm)
- 2014: The Outrageous Sophie Tucker (Dokumentarfilm)